# 月光川
月光川（がっこうがわ）は、山形県飽海郡遊佐町を流れ日本海に注ぐ二級河川。月光川水系の本川である。

## 地理
山形県飽海郡遊佐町の北東に位置する鳥海山の南麓に源を発する。南西に流れJR羽越本線遊佐駅付近で北に転じ遊佐町吹浦より日本海に注ぐ。河口付近では吹浦川の別称がある。時期になるとサケが産卵のため遡上する鮭川である。鳥海山の湧水を利用したサケの人工孵化事業が明治40年（1907年）から始まり、現在まで続いている。支流に洗沢川や牛渡川がある。昭和53年（1978年）上流に洪水調節と防災を目的として、有効貯水量167万トンの月光川ダムが建設された。東北地方では、宮古市の津軽石川と並んで、秋になると大量のサケが遡上する川として知られている。

## 歴史
月光の名称は薬師如来の脇侍の一つの月光菩薩に由来する。中世以来、本地垂迹の思想によって、鳥海山の祭神は鳥海山大権現、本地は薬師如来、垂迹は大物忌神とされた。この説に基づき薬師如来を山頂に祀る鳥海山を水源として、南面に流れ下る二本の河川を脇侍の月光菩薩と日光菩薩に見立てたのである。現在の月光川と、酒田市へ西流する日向川（にっこうがわ）がこれにあたる。鳥海山は中世後期以来、徐々に修験の修行場となり、南面からは蕨岡より登拝道をたどって山頂を目指した。江戸時代中期には登拝講が山麓に成立し、夏には多くの道者が登拝した。根拠地であった蕨岡は三十三坊を擁し龍頭寺を学頭とした。鳥海修験の山岳信仰の根底には、山を水分（みくまり）とする水への信仰があり、川は神聖視された。鳥海山へは、南は蕨岡と吹浦、北は矢島、滝澤、小瀧、院内などから登拝道が開けていた。江戸時代以降、蕨岡と矢島は当山派の醍醐三宝院末となり、真言系の修験となった。
慶長年間（1596年 - 1615年）には中流域の流路が一定していなかった。このため吉出村の佐々木義綱が平津山下から中流域の両岸に堤防を築いて流路を一条にまとめ、荒廃していた上野沢村・吉出村・大楯村・八日町村の新田50町余りを開いた。最上氏の領地であった時代、月光川と日向川を結ぶため庄内砂丘と並行するように全長7 kmの西通川が掘られた。遊佐郷の年貢米を酒田蔵に運搬するために掘られた運河と伝えられ、江戸時代には船通川と呼ばれていた。
文化-文政年間（1804年 - 1830年）には漆曾根村・上江地村・宮田村と、下流菅野村付近の蛇行する川筋を改修した。また、下流部は蛇行しながら箕輪新田村を経て屈曲し日本海へ注いでいたため、吹浦・北目地域が洪水に悩まされていた。このため文化4年（1807年）から翌5年（1808年）にかけて、水はけを良くするための新川掘割工事が行われている。この工事の際、人夫一人につき米1升5合が庄内藩より支給された。さらに吹浦の河口両岸が風砂のため度々埋まったことから、吹浦村の阿部清右衛門が文政7年（1824年）から天保2年（1831年）にかけて私財を投じて工事を行うと共に、河口が風砂で埋まることを防ぐため植林を行った。
平成20年（2008年）に公開された映画『おくりびと』において月光川河川公園が舞台となったことから、観光スポットとして注目を集めた。
令和6年（2024年）の7月に発生した豪雨では氾濫危険水位に達し、周囲の道路が冠水。また、日本海東北自動車道の月光川にかかる道路が陥没した。

## 支流
- 庄内高瀬川
- 洗沢川
- 牛渡川